# Diastylis pellucida
Diastylis pellucida är en kräftdjursart som beskrevs av Hart 1930. Diastylis pellucida ingår i släktet Diastylis och familjen Diastylidae. Inga underarter finns listade i Catalogue of Life.